# Rodanek potasu
Rodanek potasu, tiocyjanian potasu, KSCN – nieorganiczny związek chemiczny z grupy rodanków, sól kwasu rodanowodorowego i potasu. W temperaturze pokojowej jest to białe, krystaliczne ciało stałe.
Wykorzystywany w technice filmowej do otrzymywania sztucznej krwi oraz w analizie chemicznej do wykrywania kationów żelaza z powodu powstawania krwistoczerwonego zabarwienia w reakcji z jonami Fe3+
:
Fe3+
 + SCN−
 + 5H
2O → [Fe(SCN)(H
2O)
5]2+